# شيهو توموري
شيهو توموري (泊 志穂) (مواليد 26 مارس 1990)، هي لاعبة كرة قدم كانت تلعب كمهاجم. ولعبت مع منتخب اليابان لكرة القدم للسيدات.

## وصلات خارجية
- شيهو توموري على موقع قاعدة بيانات كرة القدم.إي يو (الإنجليزية)
- شيهو توموري على موقع Soccerway.com (الإنجليزية)
- شيهو توموري على موقع عالم كرة القدم.نت (الإنجليزية)